# Henri Desoille
Henri Desoille, né Henri Marie Félix Émile Desoille le 11 décembre 1900 à Paris 8e et mort le 4 mars 1990, est un médecin, résistant, déporté et réformateur de la médecine du travail.

## Biographie
Fils d'un général, élevé dans une famille bourgeoise et catholique, Henri Desoille soutient sa thèse de médecine en 1932 et s'intéresse immédiatement à la médecine du travail. Il est ainsi diplômé de la première session de l'institut d'hygiène industrielle et de médecine du travail, dirgée par le Professeur Maurice Devoir, en 1934.
En 1937, il collabore à l'Institut d'étude et de prévention des maladies professionnelles créé par le Docteur Guy Hausser, et alors en grande partie subventionné par la CGT. Il y fait un double travail de consultation et de publicain des Archives des maladies professionnelles, revue dont il assure le secrétariat général.

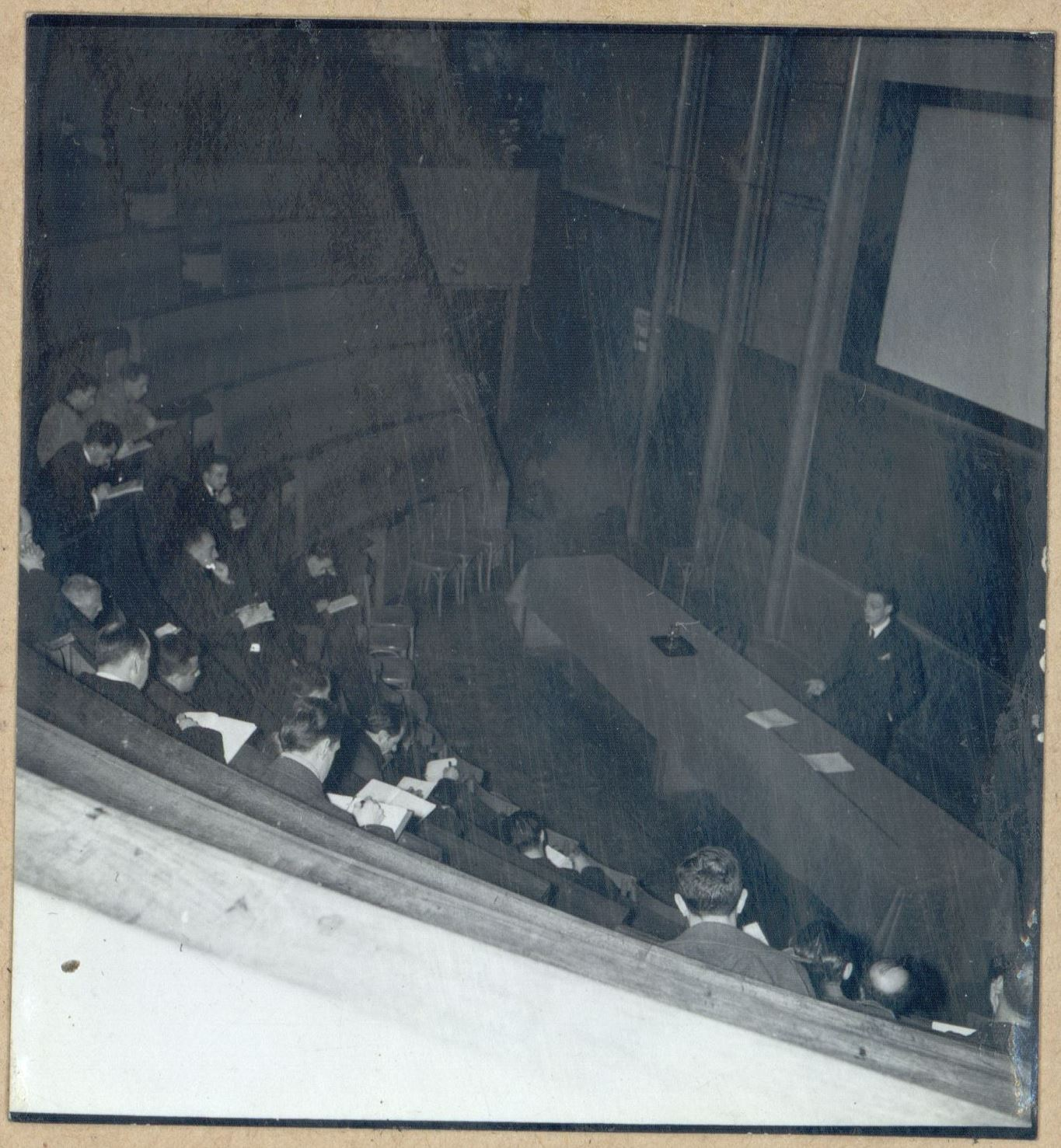
Photographie d'une conférence d'Henri Desoille à La Sorbonne, en décembre 1940.

Mobilisé en 1939 et rendu à la vie civile au début de l'été 1940 sans avoir participé aux combats, il reprend ses activités professionnelles et devient, en octobre 1940, président de l'Association nationale de médecine du travail, à sa création.
À partir de mars 1941, il participe à la rédaction d'un bulletin clandestin, Le Médecin français, tenu principalement par des résistants communistes, dont plusieurs sont exécutés ou déportés (Jean-Claude Bauer, Maurice Ténine, Guy Hausser…) Lui-même s'engage au sein des forces françaises combattantes, dans le réseau « Johnny » du bureau central de renseignement et d'action.
En avril 1942, Desoille est arrêté, détenu à Fresnes, puis Romainville, avant d'être déporté à Mauthausen en décembre 1943 et Gusen II en 1944. Il y est affecté au « quartier des malades », où, sous la direction d'un médecin allemand, il ne parvient le plus souvent pas à éviter que ses patients soient finalement tués. Son engagement dans la résistance lui vaut par la suite le grade d'officier de la légion d'honneur, à titre militaire.
Libéré en mai 1945, il rentre à Paris où il reprend ses activités professionnelles. En novembre 1945, il est nommé médecin-inspecteur général de la médecine du travail. Conseiller technique auprès d'Ambroise Croizat, ministre du Travail jusqu'en 1947, il participe avec le docteur Hector Descomps à une réorganisation complète de la médecine du travail, qui se matérialise notamment dans la loi du 11 octobre 1946. Mais l'opposition de l'union des industries métallurgiques et minière limite la portée des réformes et, après le départ de Croizat, Desoille quitte le comité permanent de la médecine du travail.
En 1948, il est nommé président de l'Institut de la médecine du travail. Nommé l'année suivante à la chaire de médecine du travail de la faculté de médecine de Paris, il y enseigne jusqu'à la fin de sa carrière professionnelle, au début des années 1970.
Il s'engage aussi dans différents mouvements d'anciens combattants et déportés : il est vice-président du comité médical de la résistance, participe à la création de la Fédération nationale des déportés et internés résistants et patriotes (il est en le président en 1962), transmet son témoignage sur Mauthausen au tribunal de Nuremberg, fait partie de l'Amicale des anciens de Mauthausen…
Avec le professeur Charles Richet, il milite pour faire remanier le « serment d'Hippocrate » pour que chaque médecin s'engage à refuser de mettre ses compétences professionnelles au service de la torture et de la barbarie[réf. nécessaire]
C'est en déportation qu'il avait fait la connaissance de résistants communistes et, sans être membre du parti, il en devient ensuite un « compagnon de route ». Membre du comité de parrainage de La Pensée, investi dans la CGT tant qu'au niveau de l'union nationale des ingénieurs et techniciens qu'au niveau confédéral, il paye en 1955 cet engagement lorsque sa candidature à l'académie de médecine est refusée[réf. nécessaire].
En 1957, il publie « Médecine du travail et maladies professionnelles », manuel de référence, plusieurs fois réédité, pendant de nombreuses années, dans le domaine, ainsi que le volume consacré à la médecine du travail de l'encyclopédie « Que sais-je ? », l'année suivante.
En 1975, il dirige la publication d'un Précis de médecine du travail [réf. nécessaire] réédité six fois jusqu'en 1991. 

## Travaux et publications (liste partielle)
- « L’assassinat systématique des prisonniers malades par les médecins nazis », La Presse médicale, mai-octobre 1945
- « En marge de la psychologie du bagne : le bagne nazi », Archives de médecine sociale, octobre 1946.
- avec M. Lafitte, « Psychologie criminelle des hitlériens », Annales de médecine légale, juin-juillet 1947.
- « La Médecine du Travail. Extraits de la leçon inaugurale de Mr le Pr. Desoille », Le Médecin Français, 10 avril 1949, IXe année, n°7.
- « Paris nouveau Hiroshima : NON ! », Fraternité, organe bimensuel du mouvement national contre le racisme, n°14 (118), janvier 1950.
- « À propos des armes nouvelles », Bulletin de l’amicale de Mauthausen, n°23, octobre 1951.
- Médecine du travail et maladies professionnelles, Flammarion, 1957
- « Les effets de la fatigue sur la santé des travailleurs », Revue des comités d’entreprise, n° 112, 1958.
- La Médecine du travail, Que sais-je ?, n°166, Presses universitaires de France, 1958
- Précis de médecine du travail [dir.], Masson, 1975

## Sources
- David Fargues ; Rôle du « Médecin Français » dans la genèse de la Médecine du Travail française, Thèse de médecine, Université Paris-Ouest, 2005.
- Dictionnaire biographique du mouvement ouvrier, notice de Jean-Paul Richez
- Catherine Omnès, Henri Desoille, un bâtisseur de la médecine du travail, Santé & Travail n° 096 - octobre 2016